# Le Redon (Marseille)
Le Redon est un quartier du 9e arrondissement de la ville de Marseille, dans le département français des Bouches-du-Rhône. 

## Situation et délimitation
Le quartier du Redon est adjacent aux quartiers des Baumettes, de Mazargues, du Cabot, de La Panouse et de Vaufrèges